# Triptyque de l'Annonciation (Monaco)
Le Triptyque de l'Annonciation de Lorenzo Monaco est une peinture religieuse sur bois en tempera de 130 × 230 cm datant probablement de 1410-1415, conservée  à la  Galleria dell'Accademia de Florence. 

## Histoire
Ce triptyque de l'Annonciation, commandé pour l'église San Procolo de  Florence, se vit d'abord attribué à Giotto par Vasari.
Crowe et Giovanni Battista Cavalcaselle furent les premiers en 1864 à rendre la paternité à Lorenzo Monaco, suivis par  Gaetano Milanesi en 1878, Sirén en 1905, Adolfo Venturi en 1911, Van Marle en 1924, Pietro Toesca en 1929, Golzio en 1931, Ugo Procacci en 1936, Bernard Berenson en 1936, Pudelko en 1938, Luciano Bellosi en 1965, Boskovits en 1975, Eisenberg en 1989.
La date d'attribution oscille entre 1406 et 1418 suivant les mêmes experts.

## Thème
C'est celui de l'Annonciation faite à Marie par l'archange Gabriel.
Les retables polyptyques comportant, par définition,  plusieurs volets (fermant ou non), ou des prédelles, des personnages saints y sont généralement  représentés avec leurs attributs.

## Description
Le panneau central, à deux logements surmontés d'ogive dans des sommets chantournés, accueille les protagonistes de L'Annonciation : l'archange Gabriel à gauche sur un nuage bleu, la Vierge Marie, vêtue de bleu, sur une estrade tournant la tête vers l'ange  et la colombe du Saint-Esprit à droite ; ils sont surmontées par  un tondo du Christ bénissant. Les panneaux de chaque côté, similaires mais de taille plus réduite (devant permettre leur fermeture sur l'élément central) accueillent, à gauche, sainte Catherine d'Alexandrie et saint Antoine abbé, à droite, saint Proculus et saint François d'Assise (leurs noms respectifs sont écrits sur des cartels).  Leurs tondi sont vides.
Le fond est doré comme les reliefs des moulures du cadre.